# Circumventriculair orgaan

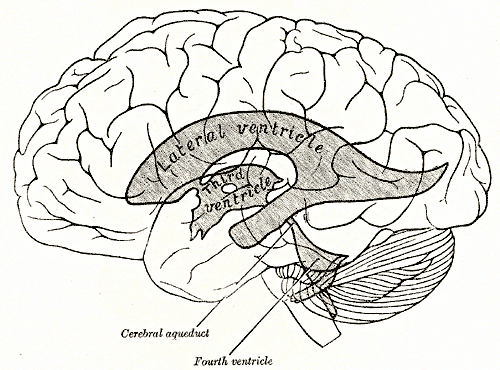
Grays figuur 734: Schematische weergave van het ventrikelstelsel in de menselijke hersenen. Circumventriculaire organen hoofdzakelijk rondom de derde ventrikel en vierde ventrikel.

Circumventriculaire organen (CVO) worden zo genoemd omdat zij op bepaalde plaatsen rond de rand van het ventrikelstelsel van de hersenen liggen. Ze hebben gespecialiseerd ependym (tanycyten), gespecialiseerd subependymaal weefsel en liggen aan de bloedkant van de bloed-hersenbarrière. De vaten van circumventriculaire organen hebben in tegenstelling tot de andere hersenstructuren een vensterachtig endotheel.
Ze hebben als een van de weinige plekken in de hersenen een onvolledige bloed-hersenbarrière. Hierdoor kunnen neuronen in de circumventriculaire organen direct de concentratie van verschillende stoffen in het bloed, in het bijzonder peptidehormonen, waarnemen.
Deze organen zijn uitscheidingsorganen of actieplaatsen voor verschillende hormonen, neurotransmitters en cytokinen.
Soms worden ze ingedeeld naar uitscheidings- of waarnemingsorgaan.
Circumventriculaire organen zijn:
- Area postrema (deel van het braakcentrum in de hersenstam)
- Eminentia mediana van het infundibulum
- Neurohypofyse
- Organum vasculosum laminae terminalis
- Pijnappelklier
- Organum subcommissurale
- Organum subfornicale

Ook de plexus chorioides wordt wel tot de circumventriculaire organen gerekend.